# Palestina op de Aziatische Indoorspelen
Palestina is een van de landen die deelneemt aan de Aziatische Indoorspelen. Het land debuteerde in 2005. Tijdens de voorgaande edities heeft het land nog geen medailles gewonnen. In 2009 deed Palestina niet mee.

## Medailles en deelnames
| Palestina op de Aziatische Indoorspelen |        |      |        |        |        |
| Rang                                    | Editie | Gold | Silver | Bronze | Totaal |
| 27                                      | 2005   | 0    | 0      | 0      | 0      |
| 30                                      | 2007   | 0    | 0      | 0      | 0      |
| 39                                      | Totaal | 0    | 0      | 0      | 0      |

Afghanistan · 
Bahrein · 
Bangladesh · 
Bhutan · 
Brunei · 
Cambodja · 
China · 
Chinees Taipei · 
Filipijnen · 
Hongkong · 
India · 
Indonesië · 
Irak · 
Iran · 
Japan · 
Jemen · 
Jordanië · 
Kazachstan · 
Kirgizië · 
Koeweit · 
Laos · 
Libanon · 
Macau · 
Malediven · 
Maleisië · 
Mongolië · 
Myanmar · 
Nepal · 
Noord-Korea · 
Oezbekistan · 
Oman · 
Oost‑Timor · 
Pakistan · 
Palestina · 
Qatar · 
Saoedi-Arabië · 
Singapore · 
Sri Lanka · 
Syrië · 
Tadzjikistan · 
Thailand · 
Turkmenistan · 
Verenigde Arabische Emiraten · 
Vietnam · 
Zuid-Korea